# Zuzana Dolinková
Zuzana Dolinková (ur. 20 stycznia 1983 w Topolczanach) – słowacka polityk i prawniczka, posłanka do Rady Narodowej, w latach 2023–2024 minister zdrowia.

## Życiorys
W 2007 ukończyła studia prawnicze na Uniwersytecie Komeńskiego w Bratysławie. Pracowała w kancelariach prawnych. W latach 2015–2021 pełniła funkcję dyrektora wykonawczego w organizacji Zväz ambulantných poskytovateľov (ZAP), skupiającej świadczeniodawców usług ambulatoryjnych. Była też przewodniczącą zarządu i prezesem tego zrzeszenia. W 2021 objęła stanowisko wiceprzewodniczącej partii Głos – Socjalna Demokracja. Z jej ramienia w 2023 uzyskała mandat deputowanej do Rady Narodowej.
W październiku 2023 objęła urząd ministra zdrowia w czwartym rządzie Roberta Ficy. Stanowisko to zajmowała do października 2024.